# 1012 Sarema
1012 Sarema је астероид главног астероидног појаса. Приближан пречник астероида је 21,12 km,
а средња удаљеност астероида од Сунца износи 2,480 астрономских јединица (АЈ).
Инклинација (нагиб) орбите у односу на раван еклиптике је 4,033 степени, а орбитални период износи 1426,600 дана (3,905 године). Ексцентрицитет орбите астероида износи 0,134.
Апсолутна магнитуда астероида износи 12,41 а геометријски албедо 0,043.
Астероид је откривен 12. јануара 1924. године.